# Adam Umalàtov
Adam Umalàtov (27 d'agost 1975, Khatuni, Districte de Vedeno, ASSR de Txetxènia-Ingúixia - 5 de novembre 2001, República de Txetxènia) també conegut com a «Teheran», «Emir Adam», fou general de brigada de les Forces Aarmades Txetxenes d'Itxkèria, un participant actiu a la Primera i Segona Guerra de Txetxènia i a la Invasió del Daguestan. Fou diputat Emir del Batalló Islàmic (1994-1995), Emir del Batalló Islàmic (1996), Emir Militar de la Brigada Islàmica «Jundul·làh» (1998-2001). Va dirigir la direcció Shali de les Forces Armades d'Itxkèria. Va ser responsable dels treballs de reconeixement i sabotatge a la seu de Xamil Bassàiev.